# Bernières-sur-Seine
 Bernières-sur-Seine  là một xã thuộc tỉnh Eure trong vùng Normandie miền bắc nước Pháp.